# روبرت أ. بارنز
كان روبرت أوغسطس بارنز (بالإنجليزية: Robert A. Barnes) (29 نوفمبر 1808-2 أبريل 1892) رجل أعمال عصامي في منطقة سانت لويس. اشتهر بتبرعه الذي ساعد في تأسيس مستشفى بارنز اليهودي.

## حياة
وُلِد بارنز في واشنطن العاصمة, لكنه انتقل إلى لويزفيل بولاية كنتاكي في سن الثالثة عشرة بعد وفاة والده. انتقل إلى سانت لويس في عام 1830 وبدأ العمل في منزل تجاري. بعد ذلك بوقت قصير, بدأ عمله الخاص في البقالة وعقد شراكات مع رجال أعمال بارزين في سانت لويس. في عام 1845, تزوج لويز ديمون. كان للزوجين طفلان معًا, على الرغم من أن أيًا منهما لم يعيش في مرحلة الطفولة.
في أوائل أربعينيات القرن التاسع عشر, أصبح بارنز رئيسًا لبنك ولاية ميسوري. مكث في البنك لمدة 26 عامًا بينما كان يعمل في نفس الوقت كمسؤول تنفيذي في شركات أخرى مقرها سانت لويس, مثل شركة سانت لويس للسكك الحديدية.

## ميراث
كان روبرت بارنز فاعل خير خلال حياته, لكن أعظم مساهماته جاءت بعد هذه الوفاة. لأنه لم يكن لديه أطفال ليترك معهم ثروته, اختار بدلاً من ذلك ترك وصية بمليون دولار في وصيته لتأسيس مستشفى. أراد بارنز بناء «مستشفى عام حديث للمرضى والجرحى, دون تمييز في العقيدة...» أدى كرمه, بالإضافة إلى الأموال التي تم جمعها من الجالية اليهودية في سانت لويس, إلى ظهور ما يعرف الآن بمستشفى بارنز اليهودي في سانت لويس بولاية ميسوري.